# Antoni Groth
Antoni Groth (ur. 7 kwietnia 1886 w Gościcinie, zm. 3 maja 1958 w Zelewie) – polski rolnik, działacz społeczny i samorządowy, poseł na Sejm V kadencji w II RP.

## Życiorys
Antoni Groth urodził się 7 kwietnia 1886 w Gościcinie k. Wejherowa, w rodzinie chłopskiej. Jego rodzicami byli: Franciszek i Rozalia z domu Złoch. Ukończył szkołę powszechną, wedle różnych źródeł, w Gościcinie lub w Zelewie. Po ukończeniu edukacji pracował w gospodarstwie ojca. W latach 1907–1910 i 1914–1918 służył w armii pruskiej, doszedł tam do stopnia wachmistrza. Za waleczność w czasie I wojny światowej odznaczono go Krzyżem Żelaznym II klasy. Po powrocie do kraju w 1919 przejął gospodarstwo od ojca.
W 1920 organizował w Zelewie Straż Obywatelską. W tym okresie był aktywny społecznie, był: prezesem kółka rolniczego, Akcji Katolickiej i Ochotniczej Straży Pożarnej w Górze, zastępcą prezesa Zarządu Powiatowego Pomorskiego Towarzystwa Rolniczego, ławnikiem sądu pokoju; został wybrany członkiem i rzeczoznawcą Urzędu Rozjemczego do spraw finansowych i rolniczych oraz rzeczoznawcą Urzędu Skarbowego; działał w Polskim Związku Zachodnim.
Od 1933 był członkiem Rady Powiatowej w Wejherowie, a następnie sejmiku województwa pomorskiego. Od 1937 związany z Obozem Zjednoczenia Narodowego, w wyborach w 1938 z ramienia tego ugrupowania został wybrany do Sejmu w okręgu 104 (Gdynia). Jako parlamentarzysta był członkiem Komisji Rolnej.
Wybuch II wojny światowej zastał go w Warszawie, gdzie udał się na posiedzenie parlamentu. Dopiero w październiku 1939 udało mu się wrócić do rodziny w Zelewie, jego 116-hektarowe gospodarstwo rolne zostało przejęte przez Niemców. W czerwcu (wedle innego źródła 8 kwietnia) 1940 został aresztowany i na krótko osadzony w wejherowskim więzieniu. W późniejszych latach był więźniem w obozach koncentracyjnych: Oranienburg i Mauthausen-Gusen (tu otrzymał numer obozowy 886). Z powodu ciężkiej choroby w czerwcu 1943 został zwolniony z obozu, wrócił do rodziny, która została wysiedlona do Kochanowa.
Po wyzwoleniu w marcu 1945 powrócił z rodziną do Zelewa, dwa miesiące później jego gospodarstwo zostało rozparcelowane w ramach reformy rolnej. Władze planowały również wysiedlić rodzinę posła poza powiat wejherowski, na prośbę mieszkańców zrezygnowano z tego. W późniejszych latach Antoni Groth był m.in. członkiem Powiatowej Rady Narodowej w Wejherowie. Zmarł w Zelewie 3 maja 1958, został pochowany w grobowcu rodzinnym na cmentarzu w Górze.

## Życie prywatne
Ożenił się z Teklą z domu Ptach, córką rolnika spod Pucka. Mieli 11 dzieci: Reginę, Franciszkę, Marię, Teklę, Irenę, Józefinę, Antoniego, Huberta, Józefa, Edmunda oraz Izydora.

## Upamiętnienie
Imieniem Antoniego Grotha zostały nazwane dwie ulice: w Gościcinie oraz w 2021 w Zelewie.